# Полеми
Полѐми (на гръцки: Πολέμι) е село в Кипър, окръг Пафос. Според статистическата служба на Република Кипър през 2001 г. селото има 737 жители.
Намира се на 4 км северно от Летимву.